# Liste der diplomatischen Vertretungen in Angola

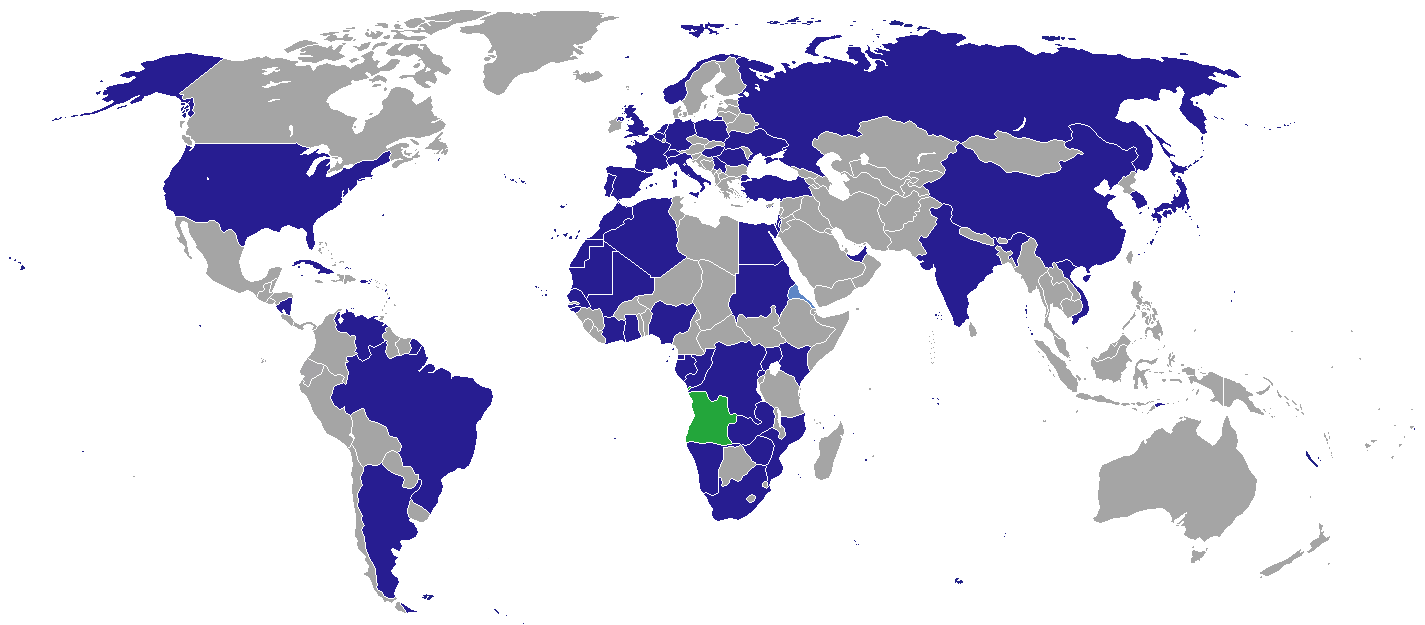
Staaten mit einer Botschaft in Angola (2017)

Die Liste der diplomatischen Vertretungen in Angola führt Botschaften und Konsulate auf, die im afrikanischen Staat Angola eingerichtet sind (Stand April 2017).
Angola wurde 1975 von Portugal unabhängig und konnte erst 2002 seinen folgenden Bürgerkrieg beenden. Danach setzte ein enormes Wirtschaftswachstum ein. Im Jahr 2006 waren Vertreter aus 35 Ländern in Angola vor Ort akkreditiert, davon 33 vollwertige Botschaften. Mit dem weiteren wirtschaftlichen Aufschwung Angolas stieg auch die Zahl der Botschaften auf heute 54 Vertretungen, dazu kommen 13 Konsulate in der Hauptstadt und sechs weitere außerhalb (Stand 2017).
Die Europäische Union unterhält ebenfalls Kontakte zur ehemaligen Portugiesischen Kolonie Angola und führt dort ein Vertretungsbüro, im Edifício Rei Katyavala in der Rua da Liga Nacional Africana in der Hauptstadt Luanda.

## Botschaften in Luanda
54 Botschaften sind in der angolanischen Hauptstadt Luanda eingerichtet (Stand 2017):

### Staaten
| - Ägypten: Botschaft - Äquatorialguinea: Botschaft - Algerien: Botschaft - Argentinien: Botschaft - Belgien: Botschaft - Bulgarien: Botschaft - Brasilien: Botschaft - Volksrepublik China: Botschaft - Deutschland: Botschaft - Elfenbeinküste: Botschaft - Frankreich: Botschaft - Gabun: Botschaft - Ghana: Botschaft - Indien: Botschaft - Israel: Botschaft - Italien: Botschaft - Japan: Botschaft - Kap Verde: Botschaft - Kongo, Demokratische Republik: Botschaft - Kongo, Republik: Botschaft - Korea, Demokratische Volksrepublik: Botschaft - Kenia: Botschaft - Korea, Republik: Botschaft - Kuba: Botschaft - Mali: Botschaft - Marokko: Botschaft - Mosambik: Botschaft | - Namibia: Botschaft - Niederlande: Botschaft - Nigeria: Botschaft - Norwegen: Botschaft - Osttimor: Botschaft - Polen: Botschaft - Portugal: Botschaft - Ruanda: Botschaft - Rumänien: Botschaft - Russland: Botschaft - Schweiz: Botschaft - Serbien: Botschaft - Spanien: Botschaft - Sambia: Botschaft - São Tomé und Príncipe: Botschaft - Sudan: Botschaft - Südafrika: Botschaft - Simbabwe: Botschaft - Schweden: Botschaft - Türkei: Botschaft - Uruguay: Botschaft - Ukraine: Botschaft - Vereinigte Staaten: Botschaft - Vatikanstadt: Botschaft - Venezuela: Botschaft - Vereinigtes Königreich: Botschaft - Vietnam: Botschaft - Westsahara: Botschaft |

### Vertretungen Internationaler Organisationen
- Europäische Union: Delegation[1]

## Konsulate in Angola
19 Konsulate und Generalkonsulate sind in Angola eröffnet, davon die meisten in der Hauptstadt Luanda (ohne Konsularabteilungen der Botschaften, evtl. bestehen auch noch weitere Honorarkonsulate).

### Luanda
- Australien: Konsulat[5]
- Kanada: Konsulat[6]
- Chile: Honorarkonsulat[7]
- Estland: Honorarkonsulat[8]
- Finnland: Honorarkonsulat[9]
- Griechenland: Honorarkonsulat[10]
- Guinea-Bissau: Generalkonsulat
- Mauretanien: Konsulat
- Österreich: Honorarkonsulat[11]
- Philippinen: Honorarkonsulat[12]
- Portugal: Generalkonsulat[13]
- Senegal: Honorarkonsulat
- Tansania: Konsulat

### Übrige Städte
- Namibia: Lubango, Honorarkonsulat
- Namibia: Menongue, Generalkonsulat
- Namibia: Ondjiva, Generalkonsulat
- Portugal: Benguela, Generalkonsulat
- Portugal: Cabinda, Honorarkonsulat
- Sambia: Luena, Generalkonsulat